# رامون لوبيز (منافس ألعاب قوى)
رامون لوبيز (بالإسبانية: Ramón López)‏ هو منافس ألعاب قوى باراغواياني، ولد في 6 يونيو 1963.

## وصلات خارجية
- رامون لوبيز على موقع اللجنة الأولمبية الدولية (الإنجليزية)
- رامون لوبيز على موقع أوليمبيديا (الإنجليزية)